# Gottlieb Christoph Harleß

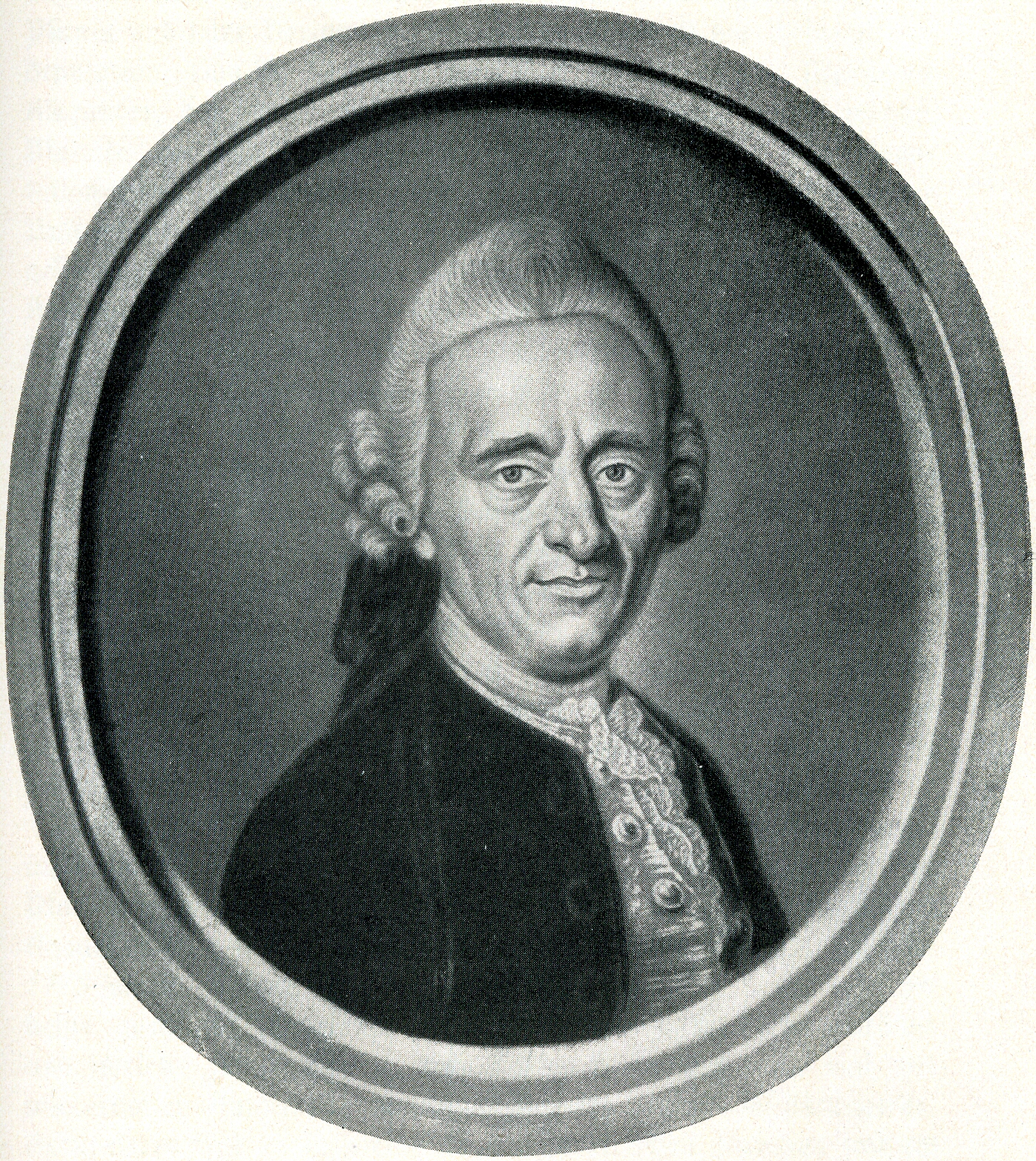
Gottlieb Christoph Harleß, Stich von J. E. Haid 1777

Adolf Gottlieb Christoph Harleß (ursprünglich Harles; * 21. Juni 1738 in Kulmbach; † 2. November 1815 in Erlangen) war ein deutscher Klassischer Philologe, Philosoph und Literaturhistoriker.

## Leben
Harleß war der jüngste Sohn des Kulmbacher Tuchmachers Johann Georg Harleß und dessen Frau Anna Schniegel. Durch den Besuch des bischöflichen Lyceums in Regensburg und den Privatunterricht seines Bruders, des späteren Konrektors, vorbereitet, studierte er 1757 Theologie an der Universität Erlangen. Seine Neigung zur Philologie bewog ihn, 1759 nach Halle zu wechseln, um in der Lateinschule des Waisenhauses zu unterrichten. Als er im darauffolgenden Jahr nach Jena wechselte, schloss er dort mit Christian Adolph Klotz enge Freundschaft. Er lernte die alten Klassiker von der ästhetischen Seite zu betrachten und wurde von der Notwendigkeit einer Reform des Gymnasialunterrichts überzeugt. Einen Ruf an das philologische Seminar in Göttingen unter der Leitung Johann Matthias Gesners, der jedoch kurz darauf starb, nahm er 1761 an, kehrte aber 1763 nach Erlangen zurück, um sich 1764 zu habilitieren.
Durch verschiedene Schriften und seinen Einsatz für die lateinische Sprache und Literatur erhielt er 1765 eine außerordentliche Professur in der philosophischen Fakultät. Wenige Monate später wechselte er jedoch als Professor der orientalischen Sprachen und der Beredsamkeit an das Gymnasium Casimirianum in Coburg. Dort wirkte er vier Jahre, in denen er zahlreiche Abhandlungen verfasste.
Durch einen Ruf Friedrich Karl Alexanders kehrte er 1770 als ordentlichen Professor der Poesie und Beredsamkeit nach Erlangen zurück, wo er bis zu seinem Tod blieb.
In der letzten Phase seines Lebens war er den Anforderungen nicht mehr gewachsen und die Qualität seiner Vorlesungen, die er bis zuletzt hielt, litt unter seiner altersbedingt verminderten Leistungsfähigkeit. Ludwig Tieck beschrieb ihn 1793 als freundlichen alten Herrn, der trocken und zusammengeschrumpft, voll steifer Würde, … eine eigentümliche Figur spielte.
Von 1776 bis 1805 war Harleß als Oberbibliothekar Leiter der Universitätsbibliothek Erlangen.
1808 wurde Harleß zum Mitglied der Bayerischen Akademie der Wissenschaften gewählt.
Durch die Gründung des Philologischen Seminars 1777 gehörte er zu den Wegbereitern des Aufschwungs, den Philologie und Humanitätsstudien im neunzehnten Jahrhundert nahmen.
Aus drei Ehen hatte er insgesamt 11 Kinder. Ein Sohn aus der zweiten Ehe war Christian Friedrich Harleß (1773–1853), der 1818 sein Leben beschrieb. Ein Sohn aus der dritten Ehe war der Nürnberger Großkaufmann Johann Felix Tobias Harleß, letzterer war Vater von Adolf Harleß (1806–1879) und Emil Harleß (1820–1862) sowie Urgroßvater von Hermann Harless (1887–1961). Seine Tochter Katharina Magdalena Isabella Harleß heiratete 1796 Georg Wolfgang Augustin Fikenscher.

## Schriften (Auswahl)
- Gedanken von dem Zustand der Schulen und ihren Verbesserungen. 1761
- Introductio in historiam linguae latinae. 1764
- Vitae philologorum nostra aetate clarissimorum. 1764
- Vitae philologorum, Vol. II. 1767
- Vitae philologorum, Vol. III. 1768
- Chrestomathia graeca poetica. 1768
- Chr. Cellarii orthographia latina. 1768
- Demosthenis oratio de Corona. 1769
- Vitae philologorum, Vol. IV. 1772